# Esquí de fons als Jocs Olímpics d'hivern de 2006 - esprint per equips masculí
Als Jocs Olímpics d'Hivern de 2006 celebrats a la ciutat de Torí (Itàlia) es disputà una prova d'esquí de fons en la modalitat d'esprint per equips en categoria masculina, que unida a la resta de proves conformà el programa oficial dels Jocs.
Aquesta prova es disputà el 14 de febrer de 2006 a les instal·lacions esportives de Pragelato. Hi participaren un total de 50 equiadors de 25 comitès nacionals diferents.

## Resum de medalles
| Or                                     | Argent                                        | Bronze                             |
| SuèciaBjörn Lind · Thobias Fredriksson | NoruegaJens Arne Svartedal · Tor Arne Hetland | RússiaIvan Alypov · Vasili Rotchev |

## Resultats

### Semifinals
Semifinal 1
| Pos. | CON             | Nom                                    | Temps        |   |
| ---- | --------------- | -------------------------------------- | ------------ | - |
| 1    | Suècia          | Thobias Fredriksson Björn Lind         | 17:34.0      | Q |
| 2    | Txèquia         | Dušan Kožíšek Martin Koukal            | 17:34.9      | Q |
| 3    | Eslovàquia      | Martin Bajčičák Ivan Bátory            | 17:36.1      | Q |
| 4    | Finlàndia       | Keijo Kurttila Lauri Pyykonen          | 17:39.2      | Q |
| 5    | Kazakhstan      | Nikolay Chebotko Yevgeniy Koschevoy    | 17:42.6      | Q |
| 6    | Japó            | Katsuhito Ebisawa Yuichi Onda          | 17:46.6      |   |
| 7    | Estònia         | Priit Barusk Anti Saarepuu             | 18:07.4      |   |
| 8    | Eslovènia       | Nejc Brodar Joze Mehle                 | 18:34.4      |   |
| 9    | Ucraïna         | Ivan Bilosyuk Vitaly Martsyv           | 18:50.4      |   |
| 10   | R.P. de la Xina | Tian Ye Li Geiliang                    | 18:57.4      |   |
| 11   | Romania         | Zsolt Antal Mihai Galiceanu            | 18:04.3      |   |
| 12   | Turquia         | Sebahattin Oğlago Muhammet Kızılarslan | 19:46.5      |   |
| —    | Belarús         | Hovhannes Sargsyan Alexander Lasutkin  | no finalitzà |   |

Semifinal 2
| Pos. | CON           | Nom                                    | Temps        |   |
| ---- | ------------- | -------------------------------------- | ------------ | - |
| 1    | Noruega       | Jens Arne Svartedal Tor Arne Hetland   | 17:22.1      | Q |
| 2    | Rússia        | Ivan Alypov Vassili Rotchev            | 17:22.2      | Q |
| 3    | Alemanya      | Jens Filbrich Andreas Schlütter        | 17:22.6      | Q |
| 4    | Itàlia        | Freddy Schwienbacher Giorgio Di Centa  | 17:26.2      | Q |
| 5    | Polònia       | Maciej Kreczmer Janusz Krężelok        | 17:27.1      | Q |
| 6    | Canadà        | Devon Kershaw George Grey              | 17:31.2      |   |
| 7    | Estats Units  | Chris Cook Andrew Newell               | 17:54.9      |   |
| 8    | Suïssa        | Reto Burgermeister Christoph Eigenmann | 18:00.5      |   |
| 9    | Àustria       | Johannes Eder Juergen Pinter           | 18:12.2      |   |
| 10   | Corea del Sud | Choi Im-Heon Park Byung Joo            | 19:40.0      |   |
| 11   | Croàcia       | Damir Jurcevic Denis Klobucar          | 19.43.1      |   |
| —    | Armènia       | Hovhannes Sargsyan Edmond Khachatryan  | no finalitzà |   |

### Final
| Pos. | CON        | Nom                                   | Temps   |
| ---- | ---------- | ------------------------------------- | ------- |
| 1    | Suècia     | Thobias Fredriksson Björn Lind        | 17:02.9 |
| 2    | Noruega    | Jens Arne Svartedal Tor Arne Hetland  | 17:03.5 |
| 3    | Rússia     | Ivan Alypov Vassili Rotchev           | 17:05.4 |
| 4    | Alemanya   | Jens Filbrich Andreas Schlütter       | 17:14.0 |
| 5    | Finlàndia  | Keijo Kurttila Lauri Pyykonen         | 17:21.5 |
| 6    | Kazakhstan | Nikolay Chebotko Yevgeniy Koschevoy   | 17:25.1 |
| 7    | Polònia    | Maciej Kreczmer Janusz Krężelok       | 17:26.3 |
| 8    | Eslovàquia | Martin Bajčičák Ivan Bátory           | 18:30.9 |
| 9    | Itàlia     | Freddy Schwienbacher Giorgio Di Centa | 18:31.3 |
| 10   | Txèquia    | Dušan Kožíšek Martin Koukal           | 18:49.6 |